# لوسي بيرنز
لوسي بيرنز (بالإنجليزية: English)‏ (بالإنجليزية:Lucy Burns) (مواليد 28 يوليو 1879 - وفيات 22 ديسمبر 1966).داعية وناشطه أمريكية في حقوق المرأة وكانت منادية بمنح المرأة حق الإ قتراع وكانت ناشطة متحمسة في الولايات المتحدة والمملكة المتحدة وكان لبيرنز صديقة مقربه تدعى أليس بول، وشكلوا في نهاية المطاف حزب المرأة الوطني.

## نشأتها وتعليمها
وُلدت بيرنز في نيويورك لعائلة كاثوليكية إيرلندية، وصفتها إنيز هاينز إيروين، زميلتها في حزب المرأة الوطنية، بأنها «ذات عيون زرقاء وذات بشرة نضرة؛ ومدمّلة». كانت جميلة للغاية، وكان الرجال الفاجرون لا يحترمونها. كانت بيرنز طالبة موهوبة ودرست لأول مرة في معهد باكر كوليجيت (بالإنجيلزية: (Packer Collegiate Institute، الذي كان يُعرف قديمًا باسم أكاديمية بروكلين للإناث وذلك للمدرسة الإعدادية الثانية في عام 1890. افتخر معهد باكر كوليجيت لكونه «يعلّم الفتيات ليكنّ سيدات»، وكانوا فيه يركّزون على التعليم الديني مع الدعوة ومناصرة المثل والأفكار الليبرالية مثل تعليم «العقل على عادات التفكير بوضوح وقوة.» كما التقت بيرنز أثناء دراستها في معهد باكر كوليجيت بلورا ويلي. وكانت ويلي واحدة من أوائل النساء اللواتي التحقن بكلية الدراسات العليا في جامعة ييل. درست بيرنز في جامعة كولومبيا وكلية فاسار وجامعة ييل أيضًا قبل أن تصبح معلمّةً للغة الإنجليزية.
درّست بيرنز في مدرسة ايراسموس الثانوية في بروكلين لمدّة عامين. وفي حين أنها كانت تستمتع في مجال التعليم، إلا أنها وجدت لاحقًا أن التجربة كانت محبطة بشكل عام وقرّرت استكمال دراستها. في عام 1906، وهي في سن السابعة والعشرين، انتقلت إلى ألمانيا لاستئناف دراستها في اللغات، ودرست هناك في جامعتي بون وبرلين من عام 1906 إلى عام 1909. انتقلت بيرنز لاحقًا إلى المملكة المتحدة، حيث التحقت بجامعة أكسفورد لدراسة اللغة الإنجليزية. كانت بيرنز محظوظة بما يكفي لأن لديها خلفية تعليمية واسعة، وذلك لأن والدها إدواردز بيرنز دعمها وموّل تعليمها.

## نشاطُها المبكّر
أول تجارب بيرنز الرائدة في كونها ناشطة كانت مع بانكهورست وبناتها في المملكة المتحدة من 1909 إلى 1912. أثناء دراستها في كليّة الدراسات العليا في ألمانيا، سافرت لوسي بيرنز لفترة وجيزة إلى إنجلترا حيث قابلت إميلين بانكهورست وبناتها كريستابيل وسيلفيا، وألهمها نشاطهنّ وشخصيّتهنّ لدرجة أنها تركت دراساتها العليا للبقاء معهنّ والعمل في الاتحاد الاجتماعي والسياسي للمرأة، وهي منظمة مكرسة للنضال من أجل حقوق المرأة في المملكة المتحدة. توظفت بيرنز  في الاتحاد كمنظمة مدفوعة من 1910 إلى 1912. وأثناء العمل مع بانكهورست وبناتها في المملكة المتحدة، أصبحت لوسي شغوفة بشكل متزايد بالنشاط وشاركت في العديد من الحملات مع الاتحاد. واحدة من أولى مساهماتها الرئيسية كانت تنظيم عرض في أدنبرة كجزء من حملة في أسكتلندا في عام 1909. على الرغم من أن بيرنز ليست متحدثة معروفة على نطاق واسع من حركة حقوق المرأة، إلا أنها ألقت مجموعة متنوعة من الخطابات في الأسواق وفي زوايا الشوارع أثناء وجودها في أوروبا، ونتج عن نشاطها الظهور كثيرًا أمام المحاكم وتقاريرُ«السلوك غير المنضبط وغير المنظّم» في الصحف. في أغسطس 1909، كانت مختبئة على سطح قاعة سانت أندرو في غلاسكو حيث كانت تخطط لاختراق السقف واقتحام خطاب سياسي لإيرل كرو أمام جمهور كامل من الذكور.
أثناء العمل مع الاتحاد الاجتماعي والسياسي للمرأة، قابلت لوسي بيرنز أليس بول في مركز شرطة لندن، حيث تم القبض على كلتا المرأتين بسبب تظاهرهما، وقدمت أليس بول نفسها عندما لاحظت أن لوسي بيرنز كانت ترتدي دبوس العلم الأمريكي على طية صدر سترتها. ناقشتا تجربتيهما في الاقتراع في المملكة المتحدة وفي الحركة النسائية الأمريكية. وخاب أملُهما من إزاء عدم فعالية حركة الاقتراع الأمريكية والقيادة غير الفعالة لآنا هوارد شو. جعلهما شغفهما الشديد وعدم خوفهما من مواجهة المعارضة صديقتين حميميتن. وكلتا المرأتين كانت ناشطتين شغوفتين متحمستين، وألهمهنَّ النضال النسائي من أجل المساواة في المملكة المتحدة لمواصلة القتال في الولايات المتحدة في عام 1912.

## الجمعية الوطنيّة الأمريكية للاقتراع النسائيّ
وعند عودتهما إلى الولايات المتحدة، انضمت بول وبورنز إلى الجمعية الوطنيّة الأمريكية للاقتراع النسائيّ كقائدات في لجنتها في الكونغرس، وشعرتا أنه من المهم جدًّا تحميل الحزب السياسي الحاكم في السلطة مسؤولية إجراء تعديل فيدرالي بخصوص عملية الاقتراع. ومن خلال تحميل المسؤولية لحزب بأكمله، آمنت كلّ من بول وبيرنز أن أعضاء الكونجرس سيضطرون إلى إتخاذ إجراء بخصوص الموضوع أو التعرّض لخطر خسارتهم لمقاعدهم، هذه الخطة وهذا التكتيك المكافح قدمتاه بول وبورنز في مؤتمر الجمعية الوطنيّة الأمريكية للاقتراع النسائيّ في فيلادلفيا لعام 1912 إلى آنا هوارد شو وقادة آخرين في الجمعية. رفض قادة الجمعية اقتراحهم لأنهم شعروا بأن أي عمل ضد الحزب الديمقراطي الذي فاز للتو في الانتخابات الرئاسية كان سابقا لأوانه في تلك المرحلة. وكونهما لا ترغبان في التراجع من دون قتال، استعانت بيرنز وبول بمساعدة جين آدامس، والتي تحظى باحترام كبير في الجمعية، كما أنها قائدة غير أرذوكسية فيها، في تقديم عريضة إلى زملائها من القادة في الجمعيّة.  وبينما أجبرتا على تخفيف وكسر حدّة مقترحهنّ، أجاز قادة الجمعية لهما بعرض للاقتراع أثناء تنصيب وودرو ويلسون. وكان الشرط الأول الذي قدمته هو أن لجنتيهما في الكونغرس لن تحصل على أي تمويل آخر من الجمعية، وفي حين وافقتا بيرنز وبول بسهولة على هذا الشرط، فإن هذا الحدث قد مثّل بداية الانقسام مع الجمعية.

## الاتحاد النيابيّ
وبسبب الجدل حول الخطط الموضوعة والتمويل، شعرتا بيرنز وبول أنه من الأفضل أن يضيفا إلى لجنة الكونجرس في الجمعية ويشكّلا مجموعة مرتبطة بها، وأن تكون هناك هيئة إدارية خاصة بها، وهذه اللجنة الجديدة تسمى الاتحاد النيابي للجمعية الوطنية للاقتراع النسائي الأميركي. انتخبت برنز بالاجماع عضوًّا تنفيذيًّا فيها، وفي نيسان 1913 قررت الجمعية الابتعاد عن المجموعات المتشدّدة وعدم السماح باستخدام اسمها في عناوينهم. ورغم ذلك، ما زالتا بيرنز وبول يريدان أن يكون الاتحاد النيابيّ مرتبطاً بالجمعية، فقدما طلبا لاعتباره مساعدة في إطار الجمعية الوطنية الأمريكية للاقتراع، ومُنح اتحاد الكونغرس عضوية مساعدة، ولكن العلاقة بين الاتحاد والجمعيّة ظلت هشة.
وبالإضافة إلى التوترات المتزايدة بين الاتحاد النيابيّ ومجلس النواب الأميركي، قدمت بيرنز اقتراحا جذريّا مرّةً أُخرى في مؤتمر الجمعية الوطنية للاقتراع النسائيّ عام 1913 في واشنطن العاصمة، ولأن الديمقراطيين سيطروا على البيت الأبيض وعلى مجلسي الكونجرس في ذلك الوقت، أرادت أن تمنحهم إنذارّا نهائيًّا بدعم مشروعها للاقتراع النسائيّ وإلا ستتأكد من عدم إعادة انتخابهم. بعد ذلك، لم تكترث أو تقف في وجه اللامبالاة من الحزب الديموقراطي. وكانت بيرنز منزعجةً بشكل خاص من الرئيس ويلسون لأنه أبلغهنّ أنه سيؤيد لجنة الاقتراع، لكنه لم يذكر وعده هذا في خطابه أمام الكونغرس. وعندما حاول وفد من نساء الجمعية الأمريكية الوطنية للاقتراع النسائيّ مقابلته لمعالجة هذا الوضع وتسجيل احتجاجاتهن، ادعى ويلسون المرض. وبعد بضعة أيام تراجع ويلسون عن تعهده بتقديم الدعم وقال أنه لن يفرض آراءه الخاصة على الكونغرس فيما يخص الاقتراع النسائيّ.
وشعرت الجمعيّة بأنها لم تعد قادرة على تحمل الخطط المتطرفة التي يستخدمها الاتحاد النيابيّ، وأرادت أن تقطع الروابط فيما بينهما. لكن بول وبيرنز لم ترغبا في إنشاء منظمة منفصلة من شأنها أن تنافس الجمعية الوطنية وتعيق التقدم فيها، لذا فقد حاولتا في مناسبات عديدة الشروع في مفاوضات مع قادة الجمعية، ورغم جهودهما، انفصل الاتحاد النيابيّ رسميًّا عن الجمعيةّ في 12 فبراير 1914.
وتنبأ كثيرون بأن هذا الانقسام من شأنه أن يلحق ضررًا غير قابل للإصلاح في الحملات النسوية المطالبة بحق للاقتراع؛ لكن الساخرين لم يثبطوا من معنويات بول وبيرنز، وبدأتا التخطيط لحملتهنّ ضد الديمقراطيين في صيف عام 1914. وبالإضافة إلى مواجهة الحزب الديمقراطي، اضطرت بيرنز وبول إلى مخاطبة غير السعيدات والساخطات داخل منظمتهنّ؛ حيث اشتكى بعضهنّ من أن الاتحاد النيابيّ كان نخبويا، واستبداديا، وغير ديمقراطي. وآمنت بول بأن السلطة المركزية تشكل أهمية حاسمة في تحقيق أهدافهن والعمل بشكل فعال، لذا لم يقمن بأي تغييرات جذرية؛ واسترضوا الأعضاء، وطالبن باقتراحات وقلن «سنكون شاكراتٍ على أي خطة بناءة تضعونها أمامنا».

## روابط خارجية
- Lucy Burns Institute
- R. Digati (18 أكتوبر 2004). "Lucy Burns". Social reformer, Suffragette. فايند أغريف. اطلع عليه بتاريخ 2011-08-17.